# Australian Women's Suffrage Society
Australian Women's Suffrage Society var en kvinnoorganisation i Australien, grundad 1889. 
Det syfte var att verka för införandet av rösträtt för kvinnor federalt. Den skulle fungera som en nationell paraplyorganisation för den australiska rösträttsrörelsen, som främst var splittrad mellan olika delstater, som hade sina egna rösträttsföreningar som främst verkade för att införa rösträtt lokalt i sina egna delstater. De lokala rösträttsföreningarna samlade in namnlistor från sina egna delstater och lämnade in petitioner för införandet av federal rösträtt. Federal rösträtt för kvinnor infördes 1901. Då hade vissa delstater infört rösträtten långt innan, medan andra ännu inte hade infört den.